# Gian Gaspare Napolitano
Gian Gaspare Napolitano (Palermo, 30 aprile 1907 – Roma, 5 gennaio 1966) è stato un giornalista, scrittore e sceneggiatore italiano.

## Biografia
Documentarista e scrittore, inviato speciale regista e sceneggiatore, Napolitano ha spaziato dalla letteratura al giornalismo, dal cinema al teatro.
Il padre era ufficiale dei Bersaglieri. La madre, Geltrude, prima donna laureata dell'Abruzzo, è stata professoressa di Lettere al Magistero dell'Aquila. Alla morte del padre, nel 1914, la famiglia Napolitano, la madre con i tre figli, si trasferisce all'Aquila. Gian Gaspare è un bambino fantasioso: inventa il gioco dell'isola deserta e sul mappamondo di suo padre, che era stato un gran viaggiatore, sogna di fare il giro del mondo. È amico d'infanzia della coetanea scrittrice aquilana Laudomia Bonanni.

### Gli esordi
Insieme ad Aldo Bizzarri nel 1928 fonda il quindicinale del novecentismo fascista «Lupi». A Parigi conosce e sposa Maria Martone, donna di raffinata cultura, che è segretaria di Marie Curie e traduce in italiano opere della letteratura francese e inglese contemporanea (Ernest Hemingway, François Mauriac). Gian Gaspare collabora a «900», la rivista di Massimo Bontempelli. Nella sua breve stagione futurista scrive anche per il teatro.
Maria Martone traduce nel 1929 L'oro: la meravigliosa storia del generale Giovanni Augusto Suter di Blaise Cendras. Il libro viene edito con prefazione di Gian Gaspare Napolitano.

### Gli anni trenta
Esce il suo primo romanzo nel 1930: La scoperta dell'America. Dalla «Gazzetta del Popolo» Gian Gaspare Napolitano è inviato in giro per il mondo. Voce narrante di popoli lontani, visita e descrive paesi di cinque continenti, in uno stile sintetico, asciutto ed essenziale, molto moderno.
Per Bompiani nel 1933 raccoglie e rivede i suoi articoli e ricordi di viaggi avventurosi in Giro del mondo che è pubblicato in due parti: Volume I. Vecchia Europa, addio! Dal Mediterraneo a Tahiti, attraverso Suez. Volume II. Oh, felicità! Da Tahiti a Marsiglia attraverso Gibilterra. Sulla «Gazzetta del Popolo» del 28 settembre 1933 pubblica Il ciclone di Tampico. Gian Gaspare Napolitano è stato il primo giornalista a divulgare la notizia di questo disastro, avvenuto in Congo Belga.
A Milano nel 1936 esce Troppo grano sotto la neve: un inverno al Canada con una visita a Ford.
Invia nel 1930 corrispondenze dagli Stati Uniti a «Il Messaggero». 

### Corrispondente di guerra
Negli anni 1935-1945 è inviato speciale e corrispondente di guerra (Abissinia, Spagna, fronte occidentale francese, fronte greco albanese, fronte libico, fronte egiziano, bombardamenti in Sicilia e su Napoli). Pubblica su «Omnibus» e su «Prospettive»; sul «Popolo di Roma» le Note politiche da Lisbona (settembre 1941-marzo 1942); pubblica corrispondenze sulla «Gazzetta del Popolo», sul «Piccolo»; sul «Popolo di Roma» tiene la rubrica: Note politiche da Roma (1940-1943).
Dal 1940 al 1960 collabora al «Corriere della Sera» con reportage vari, alcuni dall'Argentina.
Nel 1944 è assegnato come interprete al comando scozzese e il 4 giugno entra a Roma con gli Scozzesi della V Armata.

### Viaggi, reportage, romanzi
A Roma frequenta salotti e caffè letterari e diventa amico di Ennio Flaiano, Emilio Cecchi, Alberto Moravia, Carlo Mazzarella, Luigi Barzini junior che lo chiama il panzone viaggiante, per la corpulenta figura.
Tra gli anni 1948 e 1965 si reca in più occasioni a Parigi, dove incontra romanzieri, attori, poeti e personaggi politici. Immerso nella vita notturna, descrive i caffè, i teatri e i cabaret parigini.
Pubblica nel 1949 su «L'Europeo» articoli dal Brasile e dall'Argentina e tra il 1949 e 1950 partecipa a varie trasmissioni radiofoniche.
Il 1950 è l'anno di tre romanzi brevi: La mariposa, Tam tam a Mayumbe e La volpe d'argento, quest'ultimo ambientato in Spagna: sono editi in unico volume da Vallecchi. 
Gira nel 1951 il documentario Una lettera dall'Africa, usando per la prima volta la pellicola a colori Ferraniacolor.
Scrive nel 1951 un reportage per «L'Illustrazione Italiana» ed è nella giuria della Mostra internazionale d'arte cinematografica di Venezia. Nel 1954 commenta Sesto continente, un film del 1954 diretto da Folco Quilici, nel corso della "Spedizione Subacquea Nazionale nel Mar Rosso" organizzata da Bruno Vailati, il primo a colori nella storia della cinematografia subacquea italiana. Il documentario del 1953, a colori, Magia verde, da lui diretto, che racconta la sua traversata dell'Amazzonia, dall'Atlantico al Pacifico, merita a Berlino il Premio Orso d'argento e riceve il primo premio al Festival di Cannes, nella categoria "Film-Documentari".
Negli anni 1957-1960 scrive articoli per «Il Giorno».
Esce nel 1958 il suo romanzo Il figlio del capitano, per i tipi di Mondadori. 
Dal 1958 al 1960 pubblica su «Settimo Giorno» articoli vari, tra cui alcuni dal Messico. Collabora con la RAI con servizi giornalistici di attualità e di costume.
Riceve nel 1964 all'Aquila la medaglia d'oro di "Benemerito della cultura".

### Edizioni postume
Un colpo di luna esce postumo nel 1967 da Bompiani, con prefazione di Luigi Barzini. Comprende tre gruppi di scritti: Racconti romani, I bambini, Racconti di guerra. Magia rossa è edito nel 1968 da Mondadori. Bompiani nel 1969 ripropone in un unico volume La mariposa, Tam tam a Mayumbe e La volpe d'argento. L'archivio e la biblioteca, custoditi da Gian Gaspare Napolitano nel suo studio, sono donati dalla famiglia alla Biblioteca Provinciale "Salvatore Tommasi" dell'Aquila. Questo fondo non è stato schedato e attualmente non è consultabile.
Nel 1971 La chiave, dello scrittore giapponese Jun'ichirō Tanizaki, nella traduzione di Satoko Toguchi, con prefazione di Geno Pampaloni e con il ricordo di una visita di Napolitano a Tanizaki, esce da Mondadori.
Nel 1975 il premio giornalistico "Gian Gaspare Napolitano", creato dalla figlia Giovanna, viene assegnato a Goffredo Parise, per il reportage sul Cile. Con prefazione di Bruno Vespa, nel 1983 esce per le edizioni de Il Ventaglio Sulla spiaggia di Via veneto, libro che raccoglie racconti vari di Napolitano, di ambiente romano, e nel 1986 per le edizioni di Sellerio In guerra con gli scozzesi.
Nel 1988 Una moglie per Dino Rossi di John Fante, nella traduzione di Maria Martone e con una nota di Napolitano è edito da Sellerio. Il suo romanzo Scoperta dell'America, con introduzione di Laura Lepri, è pubblicato nel 1992.
Nel 2004 Giovanna Napolitano cura l'edizione di scritti del padre su Capri, dal 1931 al 1960, pubblicati sotto il titolo La mia Capri (Ed. Il Ventaglio). Il 25 settembre 2004, in occasione delle "Giornate Europee del Patrimonio" è presentato a Roma il "Fondo Gian Gaspare Napolitano", denominato Nuovo Archivio Napolitano o Opera Omnia, donato da Giovanna Napolitano Morelli alla Biblioteca statale Antonio Baldini, insieme ad una Biblioteca Napolitano di circa 1.000 volumi, in varie lingue, molti con dediche autografe a Napolitano e a Maria Martone.
Escono nel 2005 a Roma I racconti della dolce vita, con prefazione di Giovanni Russo. Sorniona, pigra e un eo' segreta, Roma fa da sfondo a questi racconti, ispirati a fatti realmente accaduti e scritti in uno stile intinto di minimalismo. Nel 2008 esce la commedia futurista Il venditore di fumo e nel 2009 è pubblicata Una missione fra i Seris, viaggio avventuroso fra le popolazioni indigene del nord del Messico.

## Filmografia

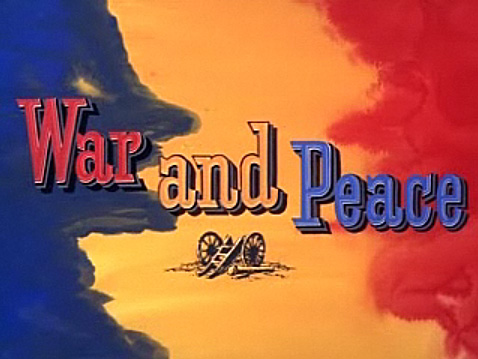
Guerra e pace (1956)

- Passaporto rosso, regia di Guido Brignone (1935)
- Sentinelle di bronzo, regia di Romolo Marcellini (1937)
- Ho perduto mio marito, regia di Enrico Guazzoni (1937)
- I pirati del golfo, regia di Romolo Marcellini (1940)
- L'uomo della legione, regia di Romolo Marcellini (1940)
- Il cavaliere di Kruja, regia di Carlo Campogalliani (1940)
- Giarabub, regia di Goffredo Alessandrini (1942)
- Una lettera dall'Africa, regia di Gian Gaspare Napolitano documentario (1951)
- Noi cannibali, regia di Antonio Leonviola (1953)
- Magia verde (1953)
- Sesto continente, regia di Folco Quilici (1954)
- Tam tam Mayumbe (1955)
- Guerra e pace, regia di King Vidor (1956)